# Co Rentmeester
Co Rentmeester (Amsterdam, 28 febbraio 1936) è un fotografo olandese.
Trasferitosi negli Stati Uniti nel 1960, si laurea presso l'Art Center College of Design di Los Angeles nel 1965 ed inizia immediatamente a lavorare come fotografo freelance per il Time.
Nel 1967 vince il World Press Photo of the Year, grazie ad una fotografia scattata in Vietnam durante la guerra. Fu la prima fotografia a colori a vincere il premio. Pochi mesi dopo, Rentmeester fu ferito da un vietcong.
Tornò negli Stati Uniti nel 1969, ed in seguito Co Rentmeester ha lavorato per numerose testate internazionali come The New York Times, Stern e Sports Illustrated.